# Shimada-Bahn
| Streckenlänge: | 2,94 km             |                           |                           |
| Spurweite: | 610 mm (2-Fuß-Spur) |                           |                           |
| |                     |                           |                           |
| \| \| \| ↔ Tōkaidō-Hauptlinie \| \| \| \| \| Shimada (島田) \| \| \| \| 0,00 \| Shimada-ekimae (島田駅前) \| Shimada-ekimae (島田駅前) \| \| \| \| \| \| \| \| 2,94 \| Mukuya (向谷) \| Mukuya (向谷) \| \| \| \| Ōi \| \| |                     |                           |                           |
| |                     | ↔ Tōkaidō-Hauptlinie      |                           |
| Bahnhof quer · Strecke quer |                     | Shimada (島田)            | Shimada (島田)            |
| Kopfbahnhof Streckenanfang (Strecke außer Betrieb) | 0,00                | Shimada-ekimae (島田駅前) | Shimada-ekimae (島田駅前) |
| Strecke (außer Betrieb) |                     |                           |                           |
| Kopfbahnhof Streckenende (Strecke außer Betrieb) | 2,94                | Mukuya (向谷)             | Mukuya (向谷)             |
| |                     | Ōi                        |                           |

Die Shimada-Bahn (jap. 島田軌道, Shimada kidō) war eine schmalspurige handbetriebene Bahn auf der japanischen Insel Honshū. Auf dem Gebiet der Stadt Shimada in der Präfektur Shizuoka gelegen, diente diese 2,94 km lange Strecke ausschließlich dem Güterverkehr. Sie bestand von 1898 bis 1959 und hatte somit die längste Betriebsdauer aller handbetriebenen Bahnen Japans.

## Geschichte
Seit langer Zeit war der Fluss Ōi ein bedeutender Transportweg für die Flößerei. Nach der Eröffnung der Tōkaidō-Hauptlinie im Jahr 1889 fuhren die Flößer nicht mehr bis zur Mündung in die Suruga-Bucht, sondern landeten an einer Anlegestelle namens Mukuya. Von dort aus wurde das Holz mit Karren zum Bahnhof Shimada transportiert, um dann auf Güterzüge verladen oder in der örtlichen Holz- und Papierindustrie verarbeitet zu werden. Dies erwies sich bald als ineffizient, weshalb im Juli 1896 eine Gruppe von Geschäftsleuten um eine Bahnbetriebslizenz für eine handbetriebene Bahn ersuchte. Der Stadtrat wollte die Bahn in eigener Regie bauen und verweigerte diese zunächst, änderte seine Meinung aber am 15. Dezember 1897.
Das Unternehmen Shimada kidō wurde am 18. Januar 1898 gegründet und begann unmittelbar danach mit dem Streckenbau. Knapp drei Monate später konnte der Betrieb am 13. April 1898 aufgenommen werden. Die 2,94 km lange Strecke mit einer Spurweite von 610 mm hatte ihren Ausgangspunkt neben der Anlegestelle und führte in südöstlicher Richtung zum Bahnhof. Während ihrer Blütezeit in den 1930er Jahren besaß die Bahn 40 Güterwagen. Diese beförderten überwiegend Holz, aber auch Chemikalien für die Holzverarbeitung. Offiziell gab es keine Personenbeförderung, doch gegen ein Trinkgeld für die Schieber konnte auf den Wagen mitgefahren werden.
Nach 62 Jahren wurde die Shimada-Bahn am 30. September 1959 stillgelegt. Sie war damit länger in Betrieb gewesen als alle anderen handbetriebenen Bahnen in Japan, war aber angesichts der Massenmotorisierung in der Nachkriegszeit ebenfalls zu einem Anachronismus geworden.